# Oleksij Hodin
Oleksij Vjačeslavovyč Hodin (in ucraino Олексій В'ячеславович Годін?; Zaporižžja, 2 febbraio 1983) è un allenatore di calcio ed ex calciatore ucraino, di ruolo centrocampista.

## Carriera

### Giocatore

#### Club
Ha giocato nella prima divisione ucraina ed in quella lituana.

#### Nazionale
Ha partecipato agli Europei Under-21 del 2006.